# Beckidia zabolotzskyi
Beckidia zabolotzskyi är en tvåvingeart som först beskrevs av Maurice Emile Marie Goetghebuer 1938.  Beckidia zabolotzskyi ingår i släktet Beckidia och familjen fjädermyggor. Inga underarter finns listade i Catalogue of Life.